# Elettromotrici STEFER MR 300
Le elettromotrici MR 300 della STEFER erano una serie di elettromotrici monocabina utilizzate per l'esercizio della metropolitana Termini-Laurentina e della ferrovia Roma-Lido.
Ne sono state prodotte 16 contrariamente a quanto specificato nel libro "La metropolitana a Roma" di Vittorio Formigari e Piero Muscolino, ovvero 12 a causa di un errore di battitura.
Sono inoltre state prodotte per questi veicoli nel 1983 sei rimorchiate dalle estremità della cassa di forma simile alle motrici, numerate MR11-MR16, e sei rimorchiate uguali alle precedenti ma tronche da un lato, pensate per la circolazione in coppia numerate MR51-56. Nel 1987 sono state ordinate ulteriori 12 rimorchiate del tipo MR50 numerate da MR57 a MR68 che hanno fatto meno di un anno di servizio sulla metro B per poi essere dirottate sulla roma lido. Entrambi i gruppi di rimorchiate hanno fatto servizio anche trainate dalle MR100 e MR200, mentre solo le 50 hanno fatto in coppia da elemento centrale per le MR600

## Storia
Le elettromotrici MR 300 furono costruite nel 1976 per affiancare ed integrare le precedenti MR 100 e MR 200 in uso sulla metropolitana Termini-Laurentina.
In seguito vennero utilizzate anche sulla ferrovia Roma-Lido.
Nel corso del 2009 furono ritirate dal servizio.

## Caratteristiche
Si tratta di elettromotrici monocabina, destinate a viaggiare accoppiate in permanenza.
Le MR 300 ricordano nella struttura generale le precedenti MR 100 e MR 200, ma tecnicamente sono più avanzate e simili alle coeve MA 100 in uso sulla linea A.